# Isabel Neville
Isabel Neville (5 de setembro de 1451 - 22 de dezembro de 1476) foi a filha mais velha de Ricardo Neville, 16º Conde de Warwick, o Fazedor de Reis da Guerra das Rosas, e Ana de Beauchamp, 16.º Condessa de Warwick. Era também irmã de Ana Neville e casada com Jorge, Duque de Clarence.

## Biografia
Isabel Neville nasceu no castelo de Warwick, posse tradicional dos Condes de Warwick. Seu pai arranjou seu casamento com o então herdeiro presuntivo do trono da Inglaterra, Jorge Plantageneta, 1.º Duque de Clarence, irmão do rei Eduardo IV e de Ricardo, Duque de Gloucester - mais tarde Ricardo III. A cerimônia foi realizada em segredo em 11 de julho de 1469 em Calais, França, pelo tio de Isabel, Jorge Neville, arcebispo de Iorque. Apesar do conde de Warwick ter ajudado Eduardo a chegar ao trono, o relacionamento dos dois havia estremecido depois do casamento do rei com Isabel Woodville. Após a união, o marido e o pai de Isabel juntaram-se aos Lancaster liderados por Margarida de Anjou, rainha consorte de Henrique VI, contra Eduardo IV. Jorge foi recompensado ao ser colocado na linha de sucessão logo depois de Eduardo de Westminster, filho de Henrique e Margarida. Porém, depois do casamento de Eduardo de Westminster com a irmã de Isabel, Ana, ele desistiu da aliança e uniu-se novamente ao irmão.

### Filhos
Isabel teve quatro filhos com Jorge, embora apenas dois tenham chegado à idade adulta.
- Ana de Iorque, nascida em uma viagem de navio para Calais em 16 de abril de 1470 e falecida no dia seguinte, ainda no mar.
- Margaret Pole, 8ª Condessa de Salisbury (14 de agosto de 1473 – 27 de maio de 1541). Casada com Sir Ricardo Pole; executada por ordem de Henrique VIII.
- Eduardo Plantageneta, 17.º Conde de Warwick (25 de fevereito de 1475 – 28 de novembro de 1499). Foi executado por ordem de Henrique VII, por tentar escapar da Torre de Londres.
- Ricardo de Iorque, nascido na Tewkesbury Abbey em 6 de outubro de 1476, falecido em 1 de janeiro de 1477, no castelo de Warwick.

### Morte
Isabel morreu em 22 de dezembro de 1476, dois meses e meio depois do nascimento de seu último filho. Atualmente considera-se que a causa possa ter sido infecção puerperal, embora na época seu marido tenha acusado uma de suas damas de companhia, chamada Ankarette Twynyho, de tê-la assassinado com veneno, o que levou ao enforcamento de Ankarette. Em 1478, Eduardo IV decretou a anulação do julgamento que a considerou culpada.